# Lee Jae-sung
Lee Jae-sung (* 10. August 1992 in Ulsan), im deutschsprachigen Raum bekannt unter der dort üblichen Namensreihenfolge Jae-sung Lee, ist ein südkoreanischer Fußballspieler. Der Mittelfeldspieler steht beim 1. FSV Mainz 05 unter Vertrag und ist südkoreanischer A-Nationalspieler.

## Karriere

### Verein
Im Jahr 2014 kam Lee vom Hochschulteam der Korea University zum koreanischen Erstligisten Jeonbuk Hyundai Motors. Das erste Spiel für diesen Verein bestritt er in der AFC Champions League 2014 gegen die Yokohama F. Marinos am 26. Februar 2014. Während seiner Zeit als Spieler von Jeonbuk Hyundai Motors, gewann er 2014, 2015 und 2017 die Südkoreanische Meisterschaft. Zusätzlich gewann er auch die AFC Champions League 2016.
Im Juli 2018 wechselte Lee zu Holstein Kiel in die 2. Fußball-Bundesliga. Er erhielt einen Drei-Jahres-Vertrag bis zum 30. Juni 2021. Als Ablösesumme wurden in Medien zwischen 900.000 und 1,5 Millionen Euro genannt. Bereits in seinem ersten Spiel für Holstein Kiel wurde Lee vom Kicker-Sportmagazin zum Spieler des Tages gewählt. Spiegel Online bezeichnete Lee 2021 als Mann mit hoher Spielintelligenz und Intuition. Er sei „der Taktgeber in Kiels Offensive […] In der Offensive ist er einer der besten Spieler der zweiten Liga.“
Lee wurde zur Saison 2021/22 vom Bundesligisten 1. FSV Mainz 05 verpflichtet. Dort ist er Stammspieler und Leistungsträger im offensiven Mittelfeld. Sein Vertrag läuft bis 2026.

### Nationalmannschaft
Lee spielte vier Jahre in der U23 der koreanischen Nationalmannschaft. Durch den Gewinn der Mannschaft der Asienspiele 2014 wurde er vom Militärdienst befreit.
Sein Debüt in der A-Nationalmannschaft gab er am 27. März 2015 in einem Freundschaftsspiel gegen Usbekistan. Sein Pflichtspieldebüt hatte Lee vier Tage später gegen Neuseeland. Für die Weltmeisterschaft 2018 wurde er ins südkoreanische Aufgebot nominiert und spielte in allen drei Spielen der Mannschaft. An der Weltmeisterschaft 2022 nahm er ebenfalls teil.

## Erfolge
- 3× Südkoreanischer Meister: 2014, 2015 und 2017
- 1× AFC-Champions-League-Gewinner: 2016
- K League Classic 2015: Junger Spieler des Jahres
- K League Classic 2015: Einer von elf Spielern des Jahres
- K League Classic 2016: Einer von elf Spielern des Jahres
- K League Classic 2017: Einer von elf Spielern des Jahres
- K League Classic 2017: Spieler des Jahres
- 2018: WM-Teilnehmer mit Südkorea bei der Fußball-Weltmeisterschaft in Russland